# Église abbatiale Notre-Dame-du-Pré
Pour les articles homonymes, voir Église Notre-Dame et Notre-Dame.
L'église Notre-Dame-du-Pré est un édifice religieux catholique construit dans la ville du Mans entre le XIe et le XIIe siècle.

## Description
L'église est située sur la rive droite de la Sarthe, au cœur du quartier du Pré. Elle fut élevée sur les décombres d'un ancien oratoire qui aurait été construit, selon la tradition, par saint Julien alors que son apostolat durait. La voûte gothique fut ajoutée au XVe siècle. L'édifice contient une crypte dans laquelle ont été retrouvées les reliques de Saint-Julien, avant d'être transférées vers la cathédrale en 1835. La nef est à piliers alternativement ronds et carrés avec un chapiteau roman. Elle était église abbatiale de l'abbaye Saint-Julien-du-Pré, qui recevait des religieuses bénédictines. 
L’église fut à l’origine un monastère établi au VIe siècle. L’église telle qu’on la connait aujourd’hui fut commencée au XIe siècle. Ses dimensions sont de 58 mètres sur 10, ce qui en faisait à l’époque de sa construction le troisième édifice le plus grand de la ville après la cathédrale et la Couture, bien qu’elle ne fut pas intégrée à la ville, mais bien faisant partie d’un faubourg extérieur. L’église nouvelle fut bâtie au-dessus de la crypte de l’ancien monastère. C’est au-dessus de ces ruines que se trouve aujourd’hui le chœur de l’église. Le chœur s’ouvre sur un déambulatoire possédant trois chapelles absidiales. À la même époque, sont construits le croisillon nord et la première travée du croisillon sud avec chacun une absidiole, d’autre part la première travée de la nef. 
Au début du XIIe siècle, la construction est continuée. L’abbatiale fut terminée, ce qui offrit une grande homogénéité au monument. L’église est alors entièrement en style roman. Les voûtes de pierre sont ajoutées au XVe siècle. D’autres reprises diverses vont être organisées dans les siècles suivants, notamment une restauration générale dans la seconde moitié du XIXe siècle et définitivement complétée par l’ajout d’un vaste clocher en forme de porche à l’avant de la façade.
Le chœur fut légèrement incliné vers la droite et se trouve actuellement surélevé d’à peu près 1 mètre par rapport à ce qu’il était originellement. Sa structure est à peu près similaire à ce qu’on peut trouver dans l’église de la Couture par exemple. Surtout, on constate une alternance de supports. Les arcs en ronds-points très surhaussés sont également similaires à la Couture. Dans le déambulatoire, on retrouve, entre les chapelles absidiales de grandes fenêtres légèrement ébrasées et encadrées de colonnettes relativement hautes. On remarquera cependant que les chapelles absidiales ont été traitées de façon archaïque. Elles sont voûtées en cul de four, sans contrefort extérieur ni colonne. 
En 1950, Max Ingrand crée un chemin de croix et des vitraux pour l'église.
L'église Notre-Dame-du-Pré fait l’objet d’un classement au titre des monuments historiques par la liste de 1840.

## Galerie

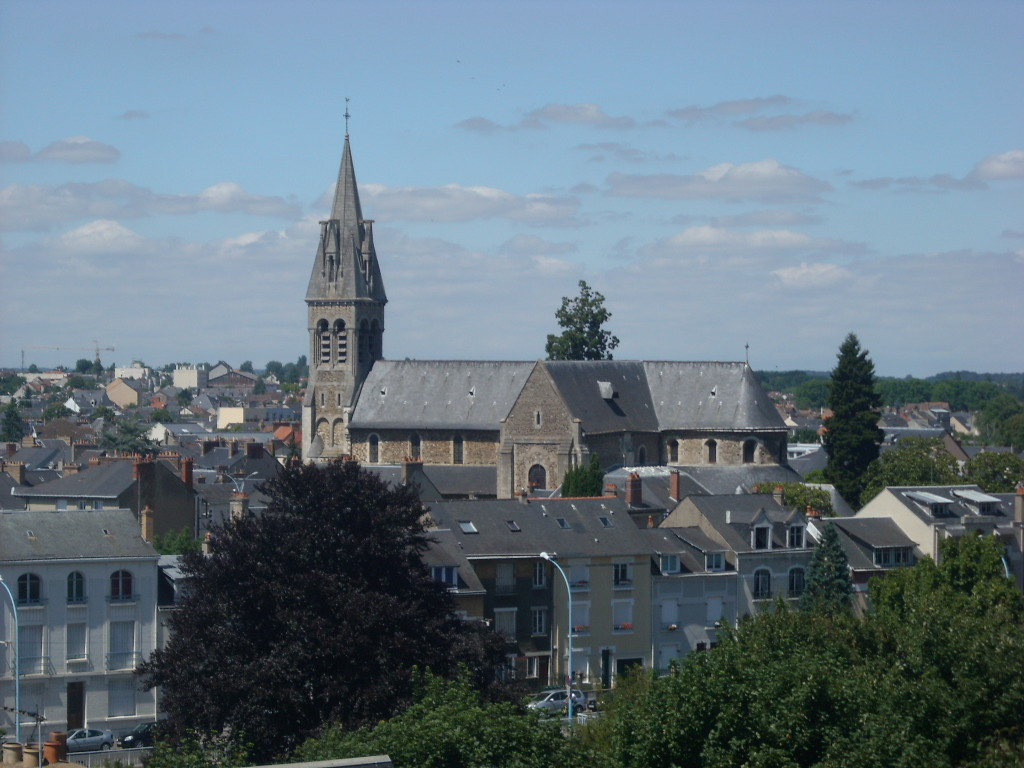
Vue générale.
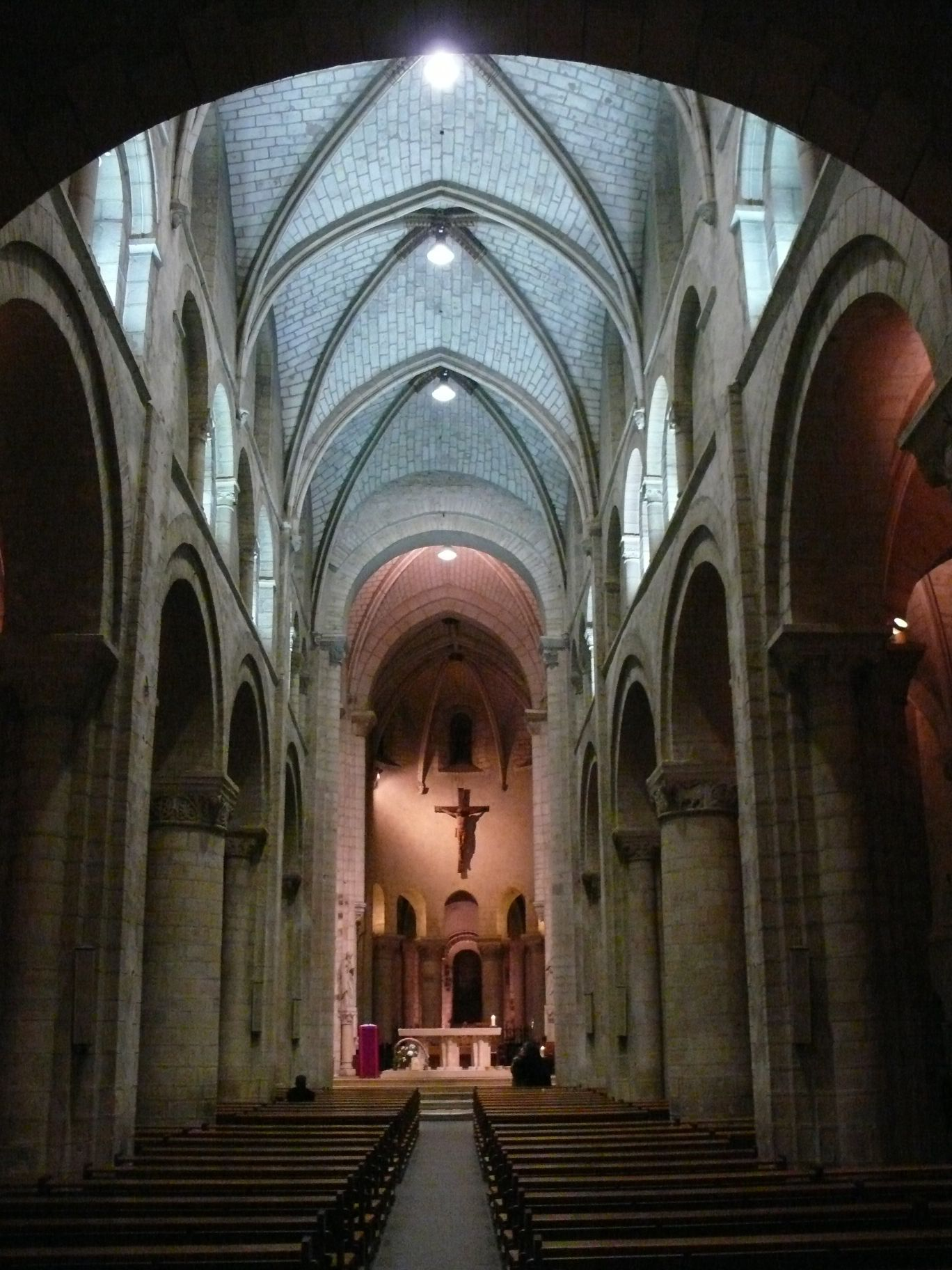
La nef.
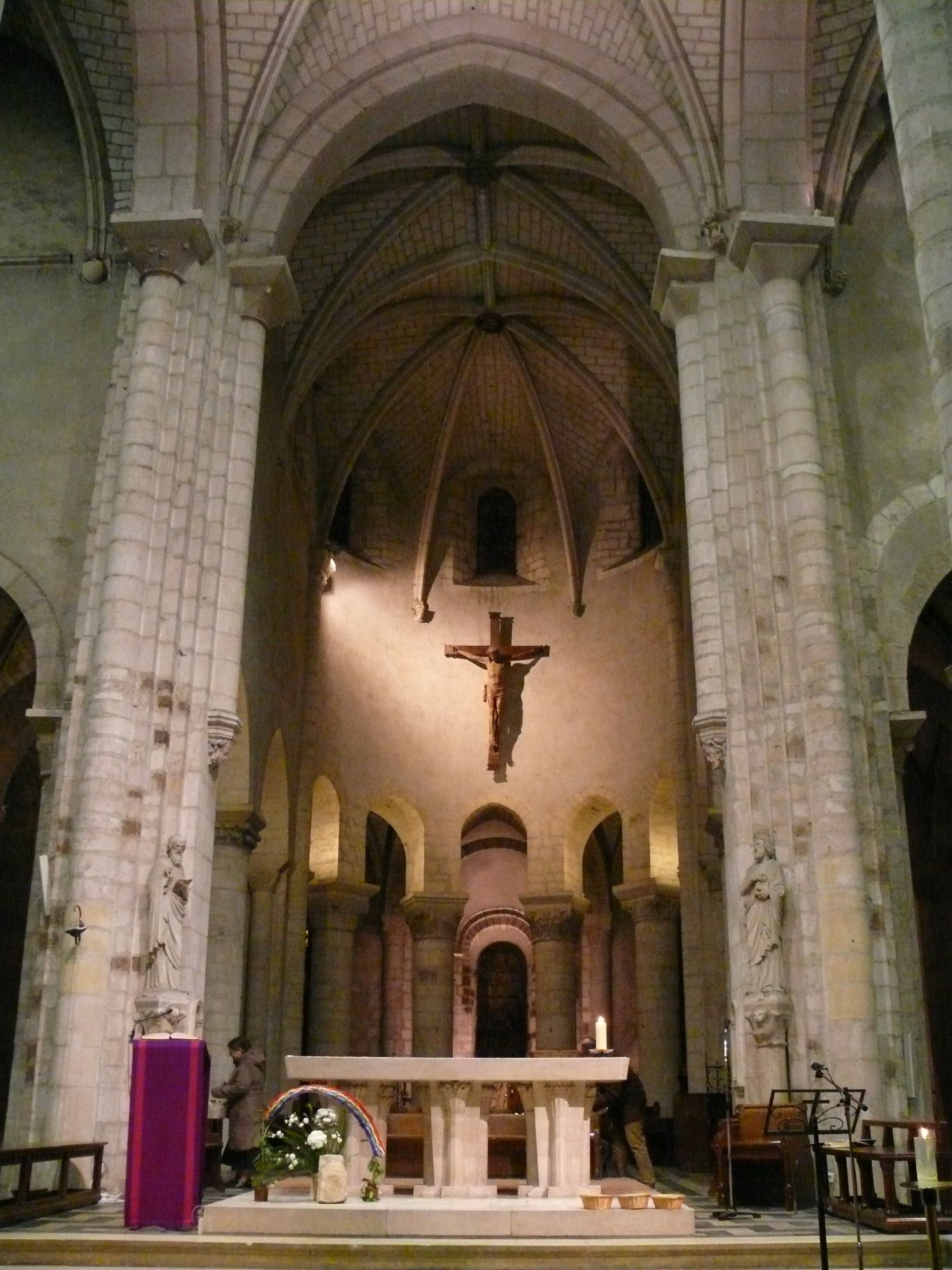
Le chœur.
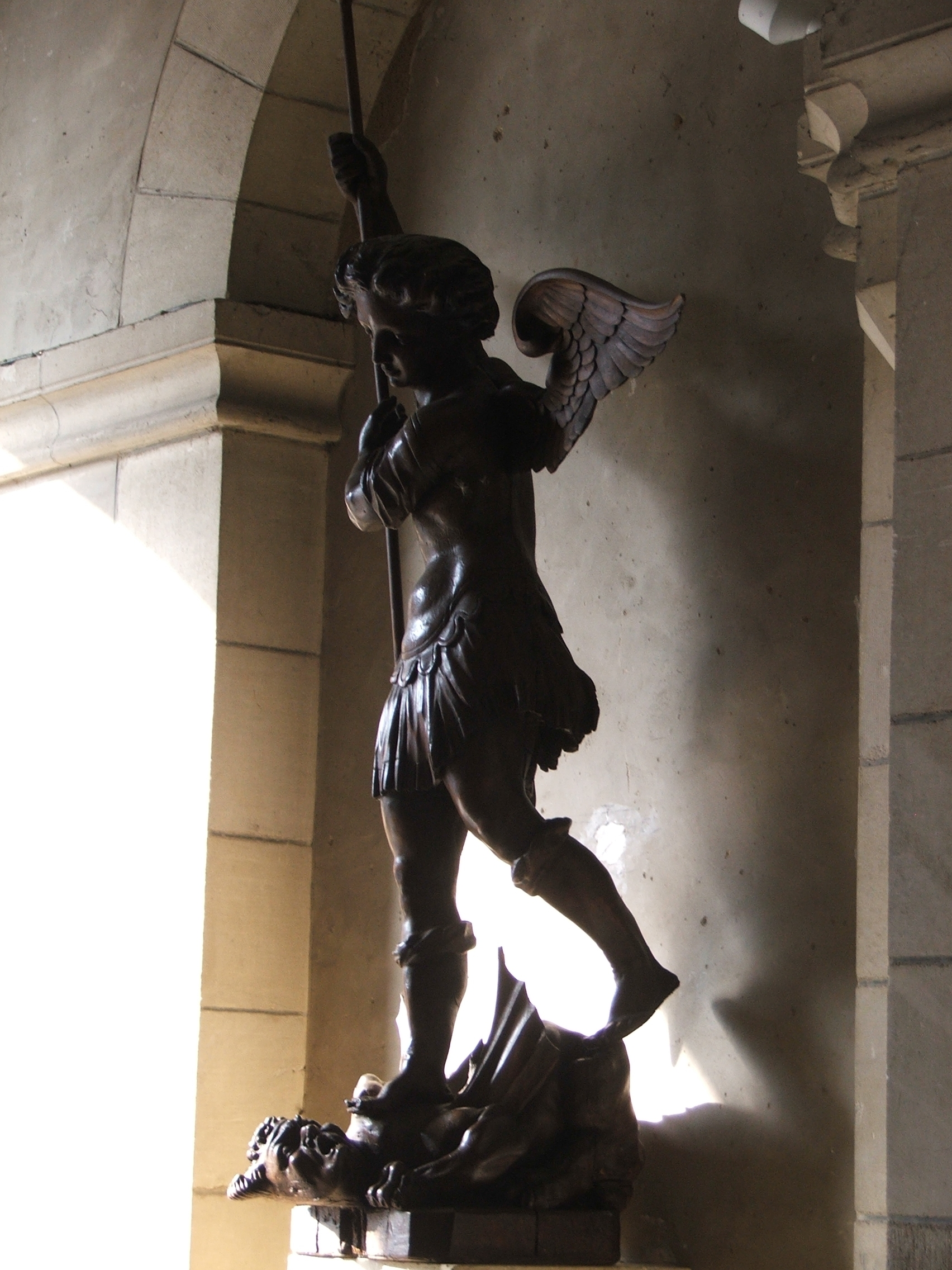
Statue de Saint Michel Archange à l'entrée de l'église.
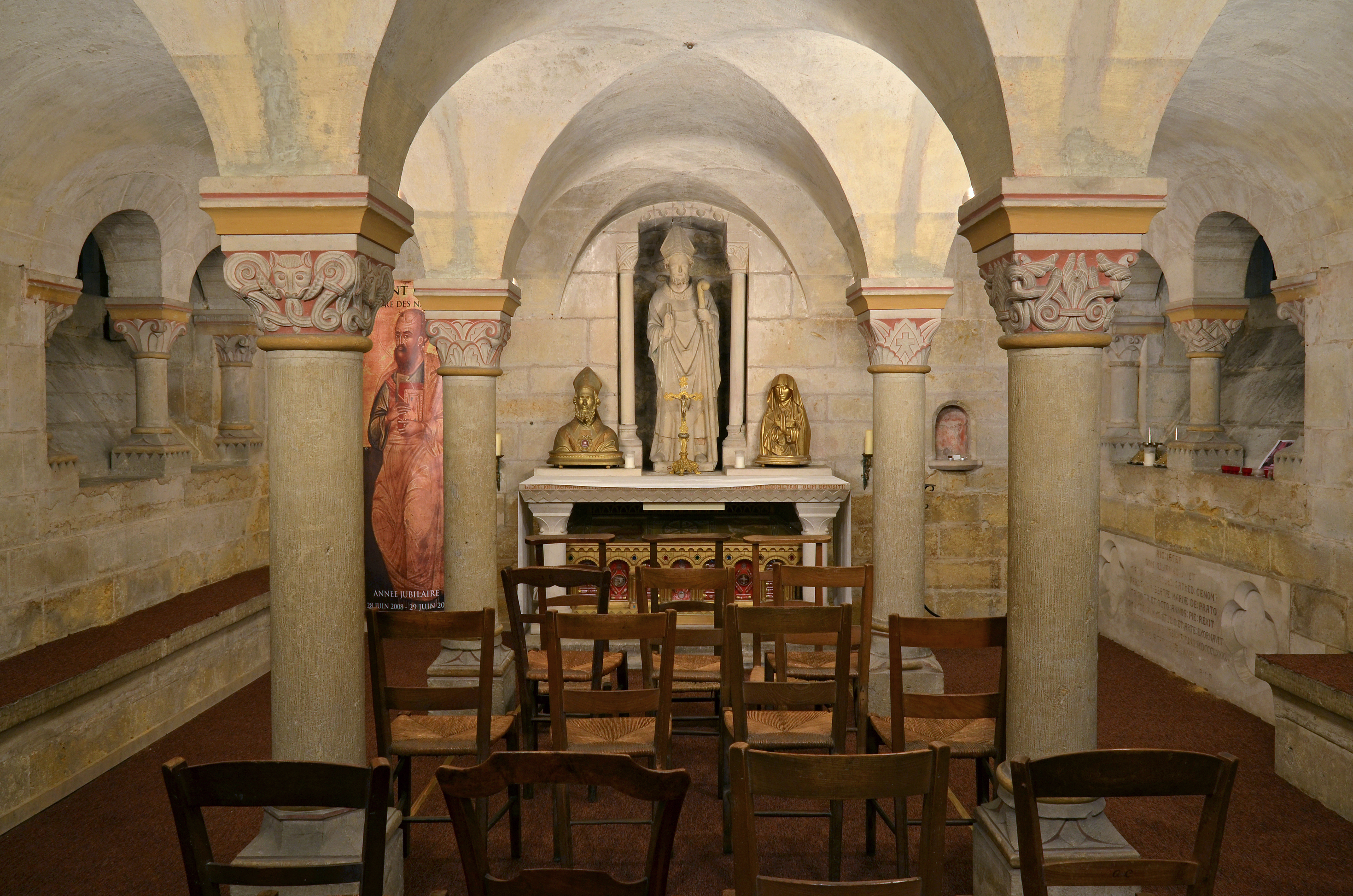
Crypte du tombeau de Saint Julien.
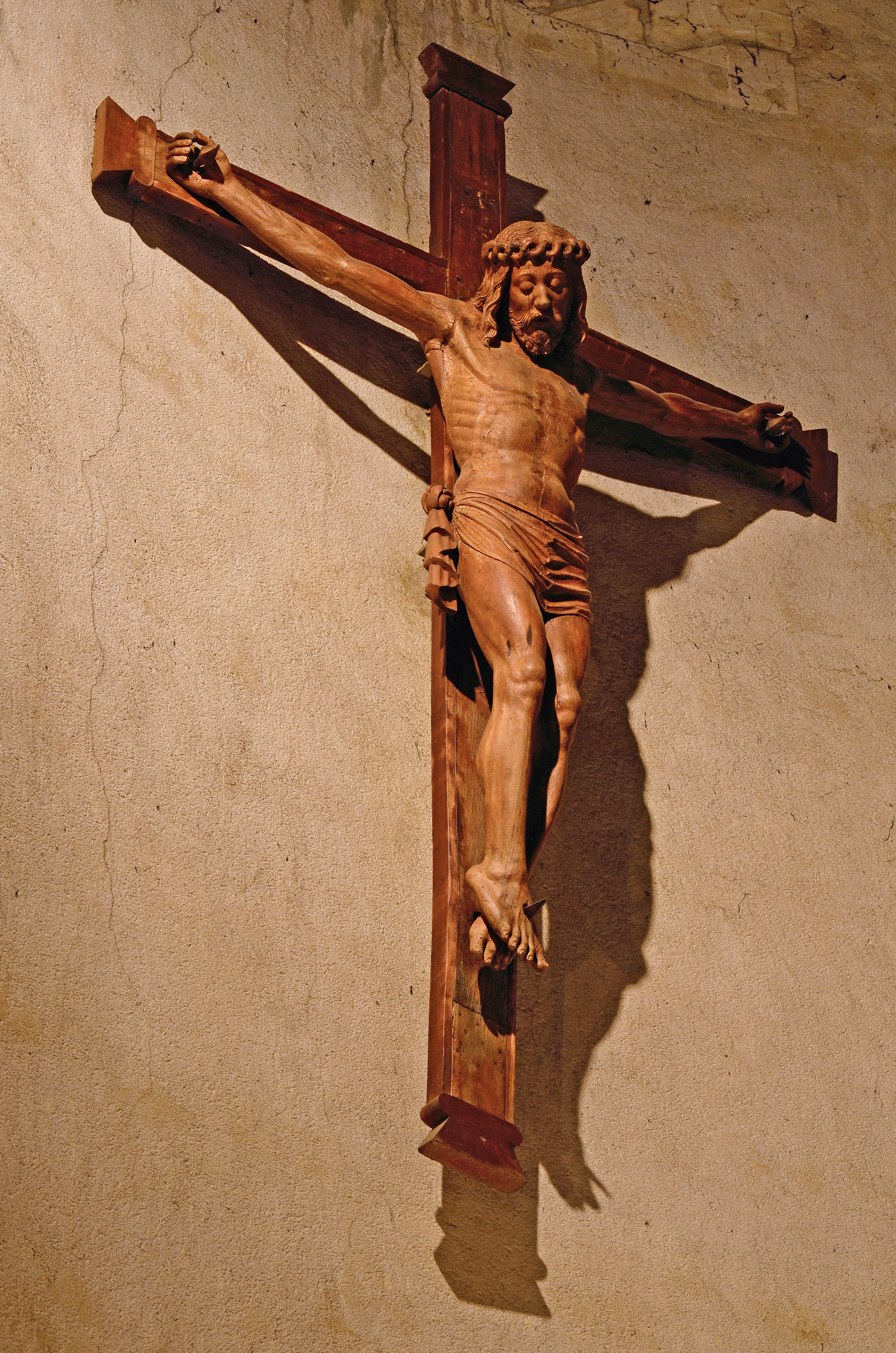
Christ en croix.
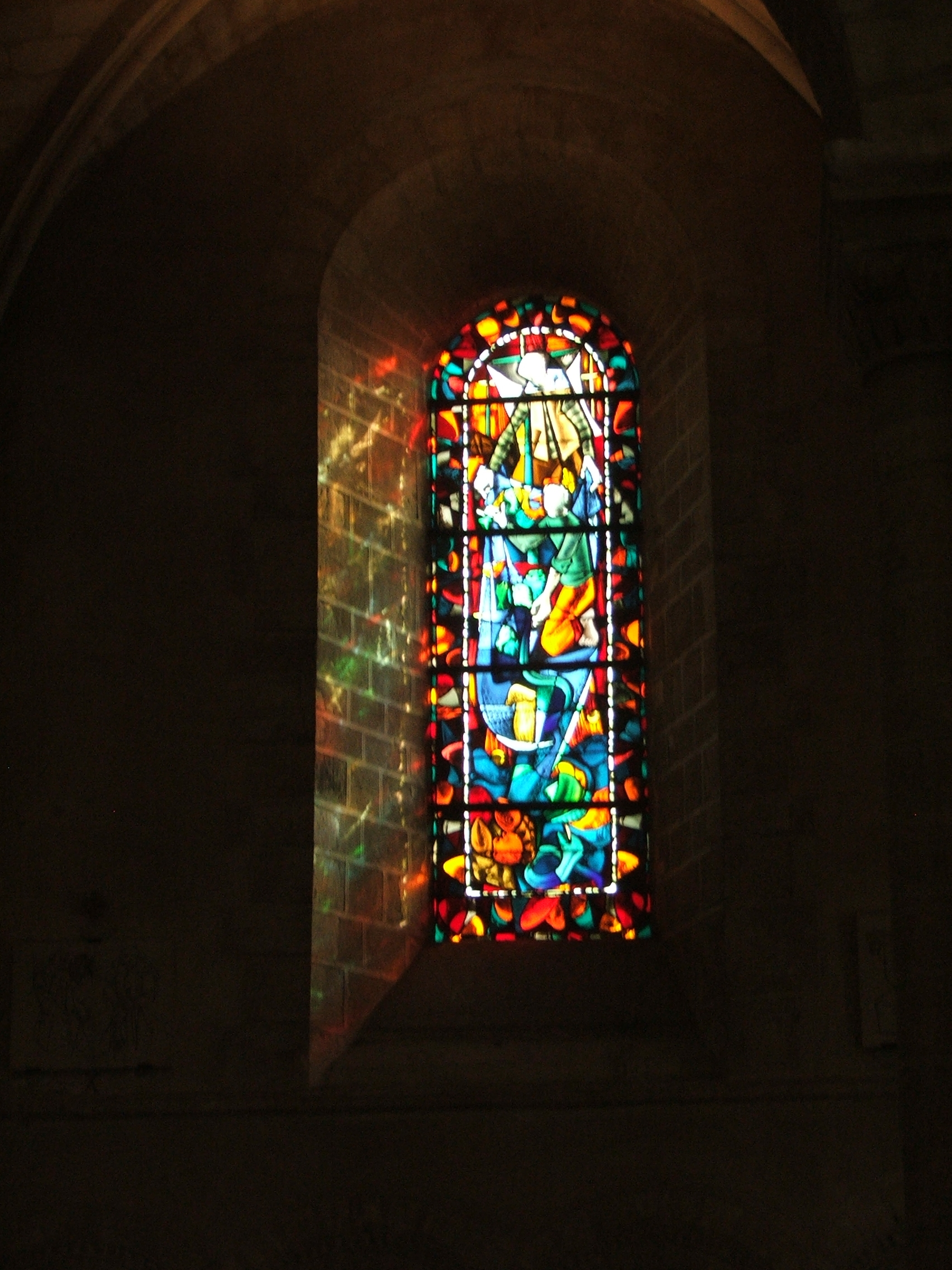
Vitrail de l'intérieur de l'église.
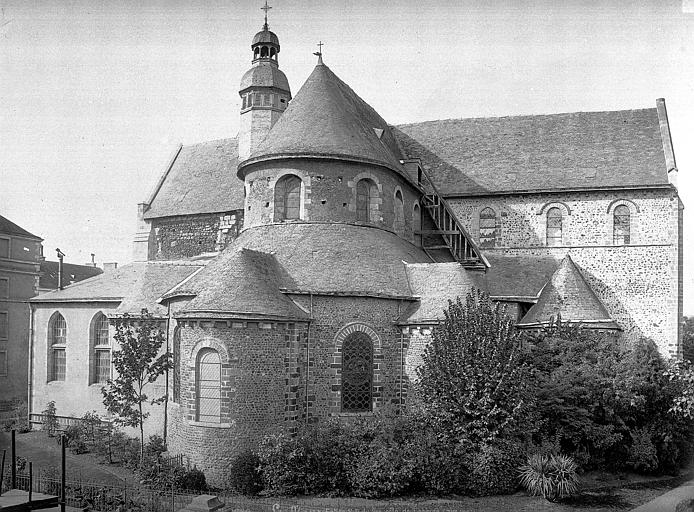
L'église en 1881.

## Abbesses
- Catherine-Marie d'Aumont (morte en 1708).

## Religieuses et personnalités
- Marie-Louise de Laval-Montmorency (1723-1794), née le 31 mars 1723, et morte guillotinée à Paris le 24 juin 1794, elle  quitta l'abbaye du Pré pour devenir abbesse de l'abbaye de Montmartre[2]